# Saint-Gilles, Manche
Saint-Gilles  là một xã thuộc tỉnh Manche trong vùng Normandie tây bắc nước Pháp. Xã này nằm ở khu vực có độ cao trung bình 101 mét trên mực nước biển.